# Fort McMurray
Fort McMurray ist eine unselbständige Gemeinde im nordöstlichen Teil von Kanadas Provinz Alberta. Die Stadt liegt in der Region Nord-Alberta und gehört zum Gemeindebezirk Wood Buffalo. Die Stadt ist Zentrum der kanadischen Ölsandindustrie. 2016 wurden Teile der Stadt durch einen ins Stadtgebiet übergreifenden Waldbrand schwer verwüstet.

## Geographie

### Lage
Fort McMurray liegt 435 km nordöstlich der Provinzhauptstadt Edmonton, knapp 60 km westlich der Grenze zur Provinz Saskatchewan, umgeben von borealem Nadelwald an der Mündung des Clearwater River in den Athabasca River. Die Region ist durch das Vorkommen der Athabasca-Ölsande (tar sands) in durchschnittlich 30 Meter Tiefe geprägt, die zwischen einem und 18 Prozent Bitumen enthalten.

### Klima
Die Durchschnittstemperatur beträgt −19,8 °C im Januar und +16,6 °C im Juli. Der Gesamtniederschlag pro Jahr beläuft sich auf 334,5 mm, der jährliche Schneefall beträgt 172,0 cm. Die Gesamtsumme an Sonnenschein im Jahr beträgt 2.108 Stunden im langjährigen Jahresdurchschnitt.

## Geschichte
Vor der Besiedlung durch weiße Pelzhändler im späten 18. Jahrhundert lebten Cree in der Region um das heutige Fort McMurray. Gegründet wurde die Siedlung 1870 als Wegposten der Hudson’s Bay Company. Die Alberta and Great Waterways Railway verknüpfte die Siedlung 1915 mit dem Eisenbahnnetz und ergänzte so den bestehenden Dampfbootverkehr auf dem Athabasca River. 1947 wurde Fort McMurray mit der Gemeinde Waterways vereint; der Namensbestandteil Fort entfiel bis 1962.
1980 wurde die Gemeinde zur Stadt erhoben; 1981 hatte sie aufgrund des Ölsandbooms bereits 31.000 Einwohner (1971: ca. 7000). In der Folge wurde sie als Zentrum der Ölsand- und Gasförderung in Alberta und wichtige Pipelinestation zu einer typischen Boomtown. Viele Menschen wanderten aus Neufundland und anderen kanadischen Ostprovinzen zu. 1996 wurde Fort McMurray mit angrenzenden Bezirken zur Municipality of Wood Buffalo (2016: ca. 125.000 Einwohner) zusammengelegt; seither gibt es keine eigenständige Stadt mehr unter dem Namen Fort McMurray.

## Demographie
Während sich die Einwohnerzahl bis in die 1970er Jahre nur langsam entwickelte, setzte mit Beginn der Ölsandförderung eine starke Bevölkerungszunahme ein und die Stadt hat dadurch einen ungemeinen Aufschwung erlebt. Innerhalb von zehn Jahren ist die Bevölkerung von 33.078 im Jahr 1996 bis zum Jahr 2006 auf 47.705 Einwohner, also um fast 50 % gewachsen. Im Jahr 2011 war die Einwohnerzahl nochmals um 28,7 % auf 61.374 Einwohner, angestiegen. 2011 lebten damit mehr als 93 % der Bevölkerung des Bezirks in Fort McMurray. 2021 waren es rund 94 % der 72.326 Einwohner des Bezirks.
Der Zensus im Jahr 2021 ergab für die Gemeinde eine Bevölkerung von 68.002 Einwohnern, nachdem der Zensus im Jahr 2016 für die Gemeinde noch eine Bevölkerung von nur 67.123 Einwohnern ergeben hatte. Die Bevölkerung hat damit im Vergleich zum letzten Zensus im Jahr 2016 deutlich schwächer als der Trend in der Provinz um nur 1,3 % zugenommen, während der Provinzdurchschnitt bei einer Bevölkerungszunahme von 4,8 % lag. Im Rahmen des „Census 2021“ wurde für die Gemeinde ein Medianalter von 34,4 Jahren ermittelt. Das Medianalter der Provinz lag 2021 bei 38,4 Jahren. Das örtliche Durchschnittsalter lag bei 33,3 Jahren, bzw. bei 39,0 Jahren in der Provinz.
In der Nähe von Fort McMurray liegen mehrere kleinere Reservate mit einer Fläche von 31 Quadratkilometern für etwa 750 Angehörige der First Nations der Woodland Cree und Athabasca Chipewyan. Diese verwalten das Gebiet gemeinsam als Fort McMurray First Nation.

## Ölsandvorkommen und Fracking
Bereits im 18. Jahrhundert dichteten die Cree ihre Kanus mit dem Bitumen aus Ölsanden, die dort in großem Umfang bis an die Erdoberfläche lagern. Seit 1921 versuchte man durch thermische Verfahren das Öl vom Sand abzuscheiden. In den 1930er Jahren gelang es dem Unternehmen Abasands Oil in größerem Umfang, das Öl durch Heißwasserextraktion vom Sand zu trennen. In den 1970er Jahren wurde wegen der Nahostkrisen der Ölsandabbau intensiviert.
Auf Grund der starken Bevölkerungszunahme sind die Preise für Immobilien stark gestiegen und übersteigen die von Toronto oder Vancouver, der teuersten Großstädte Kanadas (Stand: 2006). Obwohl 1600 Häuser pro Jahr gebaut werden und von den Ölfirmen Containerhäuser aufgestellt werden, kann das Wohnungsangebot mit dem Wachstum kaum Schritt halten. Der Jahresdurchschnittsverdienst eines Ölarbeiters betrug Ende der 2000er-Jahre 100.000 kanadische Dollar, doppelt so viel wie im übrigen Kanada.
Außer auf dem Ölsandabbau beruht die Wirtschaft der Stadt auf ihren Erdgasvorkommen, der Forstwirtschaft und dem Tourismus.

## Umweltprobleme
Die dichte Vegetation der nördlichen borealen Zone ist durch die Trockenheit der letzten Jahre gefährdet; darüber hinaus wurde sie in den nördlich von Fort McMurray liegenden acht Abbaugebieten vollständig entfernt und durch Emissionen in weiterem Umkreis stark geschädigt. Um einen Liter Bitumen aus dem Sand zu waschen, benötigt man fünf Liter Wasser, das anschließend in Klärteichen gespeichert wird. Der Schlamm in diesen Teichen ist mit Kohlenwasserstoffen, Quecksilber und Arsen verseucht. Der aus dem Bitumen extrahierte Schwefel wird in großen Halden gelagert.
Das Magazin der Royal Canadian Geographic Society berichtete im Juni 2008 über die „Disaster zone“, die als Folge der täglichen Förderung von über einer Million Barrel Rohöl nördlich von Fort McMurray entstanden sei. Einige Hundert Quadratkilometer Land seien verwüstet, dicker Smog steige aus den Extraktionsanlagen und Raffinerien auf. Damals wurde eine Vervierfachung oder Verfünffachung der Förderung bis 2020 vorausgesagt, was aufgrund des Verfalls des Rohölpreises nicht eingetreten ist.
Der mehrfach preisgekrönte Film „Dark Eden – Der Albtraum vom Erdöl“ der beiden in Leipzig lebenden Regisseure Jasmin Herold und Michael David Beamish zeigt ein existenzielles Drama über Segen und Fluch der Erdölgewinnung, er wurde der Bewegung Fridays for Future gewidmet.

## Waldbrände

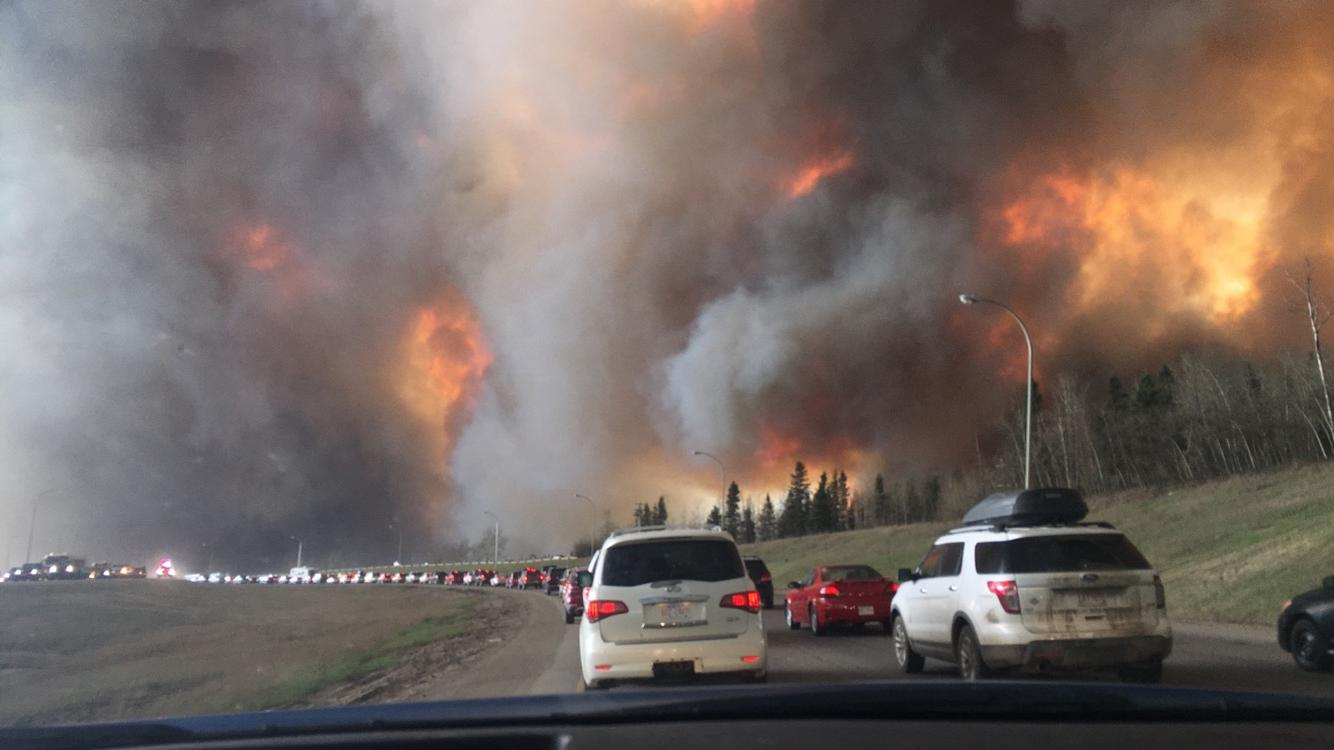
Evakuierung der Bevölkerung am 3. Mai 2016 nach Süden über den Alberta Highway 63 (am Folgetag unpassierbar)

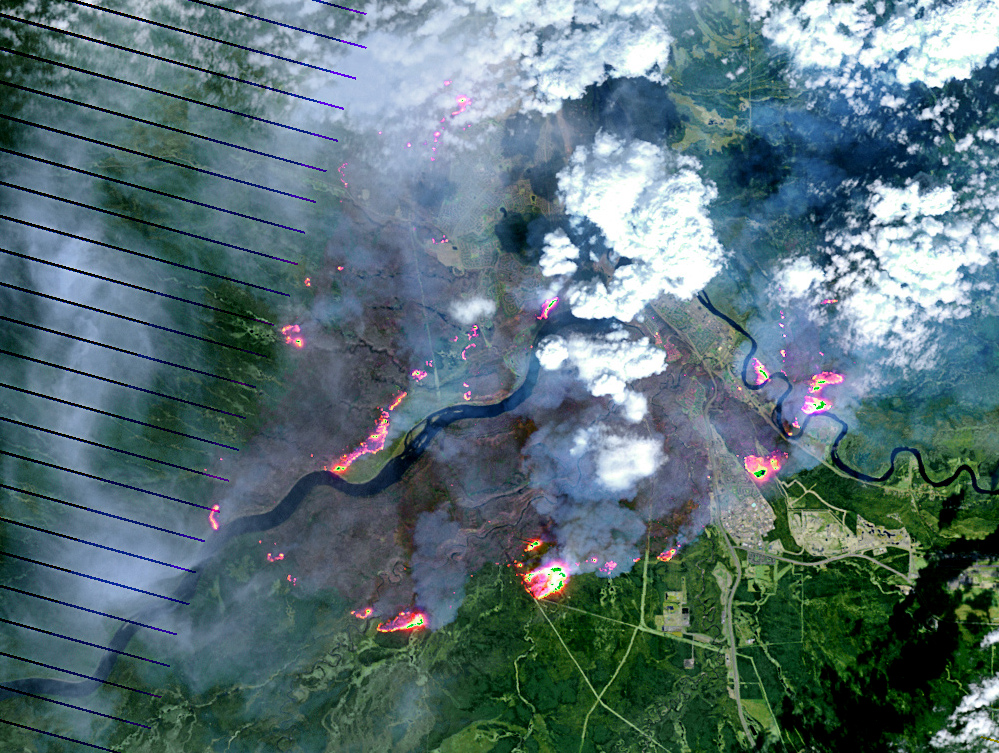
Die Brände am 4. Mai 2016 aus Sicht des NASA-Satelliten Landsat 7

Am 30. April 2016 um 16:00 Uhr wurde am Stadtrand von Fort McMurray ein Brand gemeldet. Danach gab es nahe der Stadt zwei kontrollierte und einen unkontrollierten Brand, welcher später auf die Stadt überzugreifen drohte. Betroffen waren rund 130 Hektar, für einige Wohngebiete wurde die Evakuierung angeordnet oder empfohlen.
Am 2. Mai ließ der Wind nach, was zwar den Brand beruhigte, aber dessen Lokalisierung aus der Luft erschwerte. Die Evakuierungsvorgaben wurden teilweise angepasst.
Am 3./4. Mai 2016 wurden zunächst etwa die Hälfte und später die gesamten ca. 88.000 Bewohner der Stadt vom Katastrophenschutz aufgefordert, wegen eines Waldbrandes die Stadt zu verlassen und 20 km entfernte Schutzeinrichtungen aufzusuchen. Dies ist die größte Evakuierungsaktion, die jemals in Alberta stattfand. Die Menschen wurden aufgefordert, besonnen in Richtung Norden zu fahren, da der Alberta Highway 63 nach Süden vom Feuer erreicht wurde. Am Abend des 4. Mai war auch die entsprechende Straße nach Norden vom Feuer blockiert.
Am 6. Mai konnte ein großer Teil dieser Menschen doch vom Norden der Stadt in Konvois in südlicher Richtung evakuiert werden. Weitere Tausende wurden ausgeflogen.
Bis zum 8. Mai war eine Fläche von über 160.000 ha verbrannt; in der Folge wurde eine Ausbreitung der Brände Richtung Osten in die Nachbarprovinz Saskatchewan mit einer Verdoppelung der betroffenen Fläche befürchtet. Im Zuge zurückgehender Temperaturen, leichten Nieselregens und des umfassenden Einsatzes der Feuerwehr konnten die Brände in der Stadt gelöscht werden: am 9. Mai wurde mitgeteilt, dass die Gemeinde vor der befürchteten ganz großen Katastrophe verschont geblieben war: ca. 10 % der Stadt, 2.400 Gebäude wurden zerstört. Insgesamt mussten mehr als 90.000 Menschen evakuiert werden; die Schadenssumme lag bei mehr als 9 Mrd. US-Dollar.
Zeitweilig waren an der Bekämpfung des Feuers 2.804 Feuerwehrleute, 208 Helikopter und 29 Löschflugzeuge beteiligt. 299 Feuerwehrmänner aus Südafrika, 200 aus den USA und 41 aus Mexiko unterstützen die Löscharbeiten, dazu viele Feuerwehrmänner aus anderen Provinzen Kanadas.
Am 10. Juni teilte die Provinzregierung von Alberta in einem Abschlussbericht mit, dass 5.900 Quadratkilometer Land vom Feuer betroffen waren und mehr als 535 Kilometer an Brandschneisen angelegt wurden. Die noch bestehenden Brände seien unter Kontrolle. Nachdem der Winter abgewartet wurde um festzustellen, ob noch Glutnester vorhanden waren, wurde das Feuer nach über einem Jahr am 2. August 2017 endgültig für gelöscht erklärt.
Als allgemeine Ursache der Waldbrände, die über das übliche Maß der in Kanadas borealen Nadelwäldern häufigen sommerlichen Brände hinausgehen, wurde die seit den 1970er Jahren verlängerte Brandperiode aufgrund steigender Durchschnittstemperaturen und zurückgegangener Niederschlagsraten infolge des Klimawandels genannt. Außerdem gingen den Bränden ein wegen des Klimaphänomens El Niño außergewöhnlich milder und trockener Winter und ein sehr frühes und heißes Frühjahr voran. Starke Winde ließen die Feuer immer wieder anfachenden. Auch die Art der jahrzehntelange geübten Bekämpfung der saisonalen Waldbrände habe die Brandentwicklung beschleunigt und verstärkt, indem sie den regelmäßigen natürlichen Abbrand z. B. des Unter- und Totholzes verhindert habe.
Im Mai 2024 mussten wegen der Bedrohung durch einen Waldbrand erneut vier Stadtteile evakuiert werden.

## Verkehr

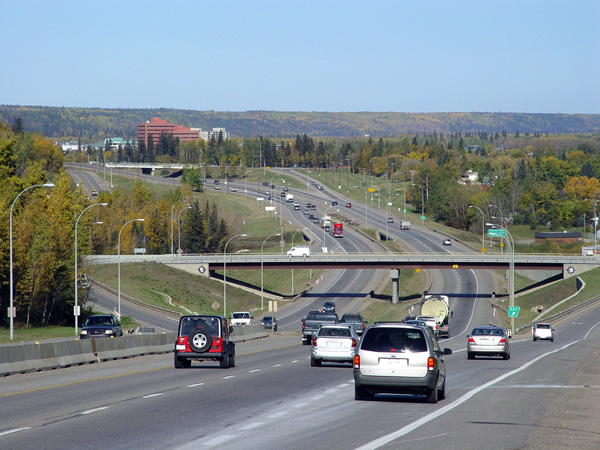
Der Alberta Highway 63 in Fort McMurray

Der Alberta Highway 63 wurde im 21. Jahrhundert zur wichtigsten Gütertransportader Kanadas für LKW (gemessen in Tonnen pro Kilometer und Zahl der LKW). Er gilt insbesondere durch Schwertransporte als überlastet und wird aufgrund der Schäden, Staus und vieler Unfälle seit 2008 für etwa eine Milliarde Kanadische Dollar ausgebaut. Dieser Ausbau ist jedoch im Frühjahr 2016 immer noch nicht fertiggestellt. Als Folge des Verkehrsengpasses auf dem Highway ist auch der Flughafen Fort McMurray überlastet, der inzwischen mit fast einer Million Passagiere pro Jahr mehr als das Achtfache seiner Sollkapazität bewältigen muss.

## Persönlichkeiten

### Söhne und Töchter der Stadt
- Tantoo Cardinal (* 1950), Schauspielerin und Cree (Métis)
- Daryl Harpe (* 1966), Eishockeyspieler
- Tanya Kalmanovitch (* 1970), Jazzmusikerin
- Nolan Pratt (* 1975), Eishockeyspieler
- Aaron Lines (* 1977), Country-Musiker
- Chris Phillips (* 1978), Eishockeyspieler
- Colin Murphy (* 1980), Eishockeyspieler
- Scottie Upshall (* 1983), Eishockeyspieler
- Justin Pogge (* 1986), Eishockeyspieler
- Graeme Killick (* 1989), Skilangläufer
- Emma Lodge (* 1992), Biathletin
- Brooke Voigt (* 1993), Snowboarderin
- Morgan Taylor Campbell (* 1995), Schauspielerin
- Shannon-Ogbani Abeda (* 1996), für Eritrea startender Skirennläufer

### Personen mit Beziehung zur Stadt
- Natasha Henstridge (* 1974), Schauspielerin und Model wuchs hier auf